# 모린 스타키 티그렛
모린 스타키 티그렛(출생명 메리 콕스(영어: Mary Cox), 영어: Maureen Starkey Tigrett, 1946년 8월 4일 ~ 1994년 12월 30일)은 모 스타키(영어: Mo Starkey)라고도 알려진 영국 리버풀 출신의 미용사로, 비틀즈의 드러머 링고 스타의 첫 번째 부인으로 잘 알려져 있다. 그녀가 리버풀에서 연습생 미용사였을 때, 그녀는 비틀즈가 연주하고 있던 케이번 클럽(Cavern Club)에서 그를 만났다. 스타는 1965년 1월 20일 런던의 애드립 클럽(Ad Lib Club)에서 결혼을 제안했다. 그들은 1965년 런던의 칵스톤 홀 레지스터 오피스(Caxton Hall Register Office)에서 결혼을 했고, 1975년에 이혼했다.
스타 부부는 처음에 메릴본의 몬타구 스퀘어 34번지에 살았고, 그 후 웨이브리지의 세인트 조지스 힐에 있는 써니 하이츠를 샀다. 1973년에 그들은 존 레논으로부터 티튼허스트 파크를 샀다. 그들은 아들 잭과 제이슨, 딸 리, 이렇게 세 명의 자녀를 낳았다.